# Valkruidboorvlieg
De valkruidboorvlieg (Tephritis arnicae) is een vlieg uit de familie van de boorvliegen (Tephritidae). De wetenschappelijke naam van de soort werd in 1758 als Musca arnicae gepubliceerd door Carl Linnaeus in de tiende editie van Systema naturae.
De waardplant is valkruid (Arnica montana). 